# Altstadt (Freiburg im Breisgau)

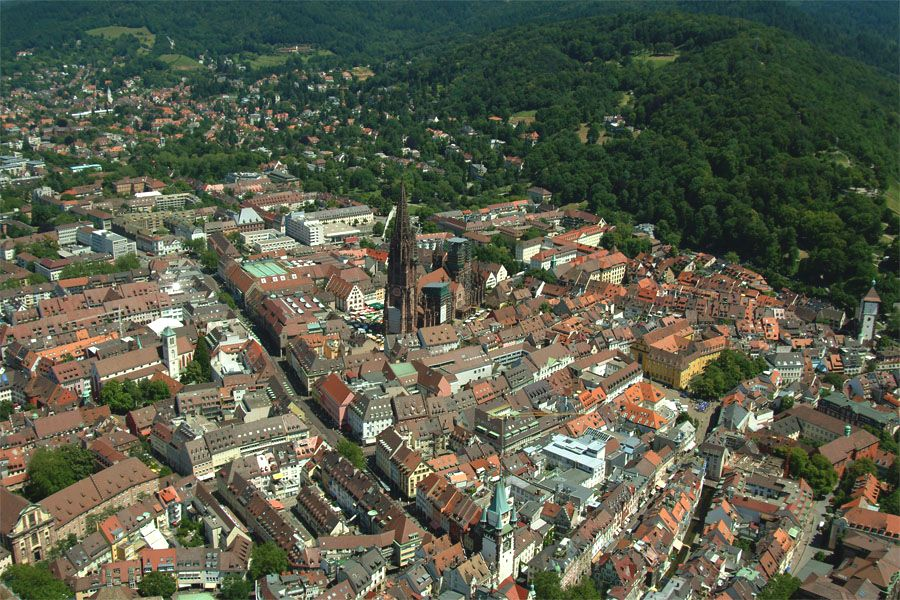
Luftaufnahme

Die Altstadt bildet das Stadt- und Geschäftszentrum von Freiburg im Breisgau und ist der Kern der ursprünglichen Stadt. Sie gliedert sich in die beiden Bezirke 111 Altstadt-Mitte und 112 Altstadt-Ring. Der Bezirk Altstadt-Mitte stellt dabei die bebaute Fläche der Stadt zur Zeit ihrer Gründung und damit die eigentliche Altstadt dar. Daran schließt sich der Bezirk Altstadt-Ring westlich bis zur Bahnlinie und südlich bis zur Dreisam an. Im Osten grenzen beide Bezirke an den Schlossberg.
Im Stadtteil waren Ende 2013 etwa 7400 Menschen als Wohnbevölkerung gemeldet.
Der Bezirk Altstadt-Mitte ist nach dem Muster aller von den Zähringern gegründeten Städte angelegt: Ein Straßenkreuz teilt die Stadt in vier Viertel, Kirche und Rathaus befinden sich nicht im selben Viertel. Stadtmittelpunkt ist der Bertoldsbrunnen, wo sich die Hauptachsen Kaiser-Joseph-Straße und Salz-/Bertoldstraße kreuzen. Im Alten und Neuen Rathaus hat die Stadtverwaltung ihren Hauptsitz. Dagegen verlegte das Regierungspräsidium seinen Hauptsitz Ende der 1990er Jahre aus der Altstadt in einen Neubau im Stadtteil Betzenhausen, der Sitz des Regierungspräsidenten blieb allerdings im repräsentativen Basler Hof in der Altstadt.
Nachbarbezirke sind der Stühlinger im Westen, Neuburg im Norden, die Oberau im Osten und jenseits der Dreisam die Wiehre im Süden.

## Sehenswürdigkeiten
Dominiert wird die Altstadt vom Freiburger Münster am Münsterplatz. Auch die meisten anderen baulichen Sehenswürdigkeiten der Stadt, wie das Augustinermuseum, Martinstor und Schwabentor befinden sich hier. Von letzterem als höchstem Punkt fließen die Freiburger Bächle durch die ganze Altstadt. Der Schlossberg grenzt direkt an die Freiburger Altstadt. Vom Schlossbergturm hat man eine Rundumsicht über alle Teile der Stadt und ihre Umgebung.

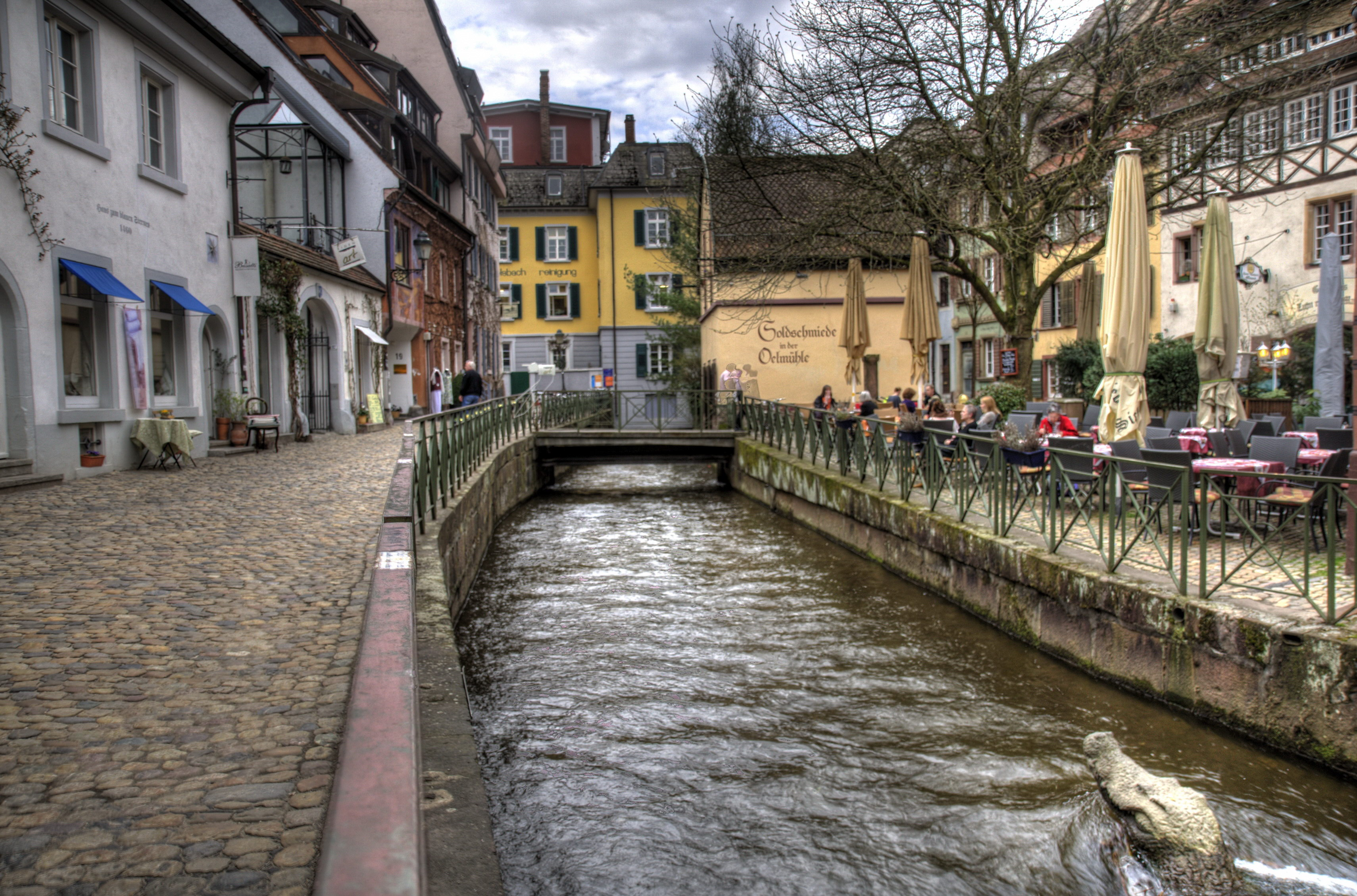
Gewerbebach zwischen Gerberau (links) und Insel mit Krokodilskopf und Ölmühle

### Insel
Die Straßen Insel, Fischerau und Gerberau entlang des Gewerbebachs, gehörten früher zum Handwerkerviertel der Fischer und Gerber, was heute ein beliebtes Viertel mit Gaststätten und kleinen Geschäften. Früher gabelte sich der Gewerbebach nach dem Durchfluss unter dem Greiffeneggring in zwei Arme, die sich nach kurzer Trennung wieder vereinten und so eine Insel bilden. Über den exakten Verlauf des Südarms ist nichts bekannt. Bei der Insel schaut aus dem Gewerbebach ein Krokodilskopf aus Diorit, den der Künstler Ole Meinecke, der 2001 an der Friedrich-Weinbrenner-Schule in Freiburg seine Meisterprüfung ablegte als Semesterarbeit geschaffen hat. Die Familie Himmelsbach, die an der Gerberau eine Reinigung betreibt, erwarb das Werk für 3.500 Euro und ließ es mit behördlicher Genehmigung installieren. Schon mehrfach wurde der 400 Kilogramm schwere Kopf, der normalerweise bachaufwärts schaut, verdreht.
Direkt in der Nähe befindet sich ein kleines Gebäude mit gewölbtem Dach und der Aufschrift „Goldschmiede in der Ölmühle“. Ursprünglich war das ein Schabhäuschen für die Gerber, die dort ihre Felle schabten und dann ringsherum zum Trocknen auslegten. Im benachbarten Haus handelte um 1900 Friedrich Buisson mit Ölen und ließ den Schriftzug Ölmühle als Werbebotschaft auf dem Schabhäuschen anbringen.
Im Frühjahr 2021 stellte der Besitzer der Goldschmiede einen Bauantrag für ein quaderförmiges Gebäude an Stelle des Gärtchens, was nicht nur bei den Anwohnern für Aufregung sorgte. Sowohl die Stadt als auch die Untere Denkmalbehörde lehnten den Bauantrag jedoch ab. Nach dem geltenden Bebauungsplan ist das Flurstück als nicht überbaubare Grundstücksfläche ausgewiesen. Außerdem handelt es sich bei dem Anwesen Insel 1 a, der Ölmühle, um ein Kulturdenkmal von besonderer Bedeutung und es genießt deshalb als Kulturdenkmal auch Umgebungsschutz.

## Sedanquartier / Im Grün
Das Stadtviertel ist nach der Sedanstraße und der Straße Im Grün benannt. Es ist das größte zusammenhängende Wohngebiet in der Altstadt und gehört zum Bezirk 112 Altstadt-Ring. Es erstreckt sich zwischen der Bertoldstraße im Norden, dem Platz der Alten Synagoge, dem Platz der Universität und der Werthmannstraße im Osten, der Dreisam im Süden und der Rheintalbahn im Westen.
Nach Schleifung der Festung, die Vauban im Jahre 1677 angelegt hatte, begann ab 1744 die Besiedlung der Festungshänge (Glacis: daher der Glacisweg). 1845 erreichte der Eisenbahnbau Freiburg. Die Einrichtung des Güterbahnhofs an der Schnewlinstraße führte 1865 zur Ansiedlung der Eisengießerei Fauler am Gewerbekanal und weiterer eisenverarbeitender Betriebe wie Grether und der Kohlenhandlung Specht sowie entsprechenden Wohnhäusern. An den Deutsch-Französischen Krieg 1871 erinnern die Moltke-, Sedan- und Wilhelmstraße. Unter anderem mit französischen Reparationsgeldern und französischem Sandstein wurde das Viertel teilweise großbürgerlich ausgebaut. Jugendstilhäuser in der unteren Wilhelmstraße zeugen noch heute davon. In den 1970er und 1980er Jahren erreichten die sozialen Spannungen auch das Viertel mit Hausbesetzungen und Demonstrationen. Bis heute gilt dieses Quartier mit Grethergelände und Spechtpassage als der links-alternative Fleck im grünen Freiburg. Es folgte der Bau des Konzerthauses, des Cinemaxx, der Umbau der Bahnhofsachse sowie die Verkehrsberuhigung mit Stadtbahnbau (Stühlingerbrücke) am Ostrand des Viertels, die es weiter aufwerteten. Seit 1995 kümmert sich das Bürgerforum um die Anliegen der Bewohner und Gewerbetreibenden.

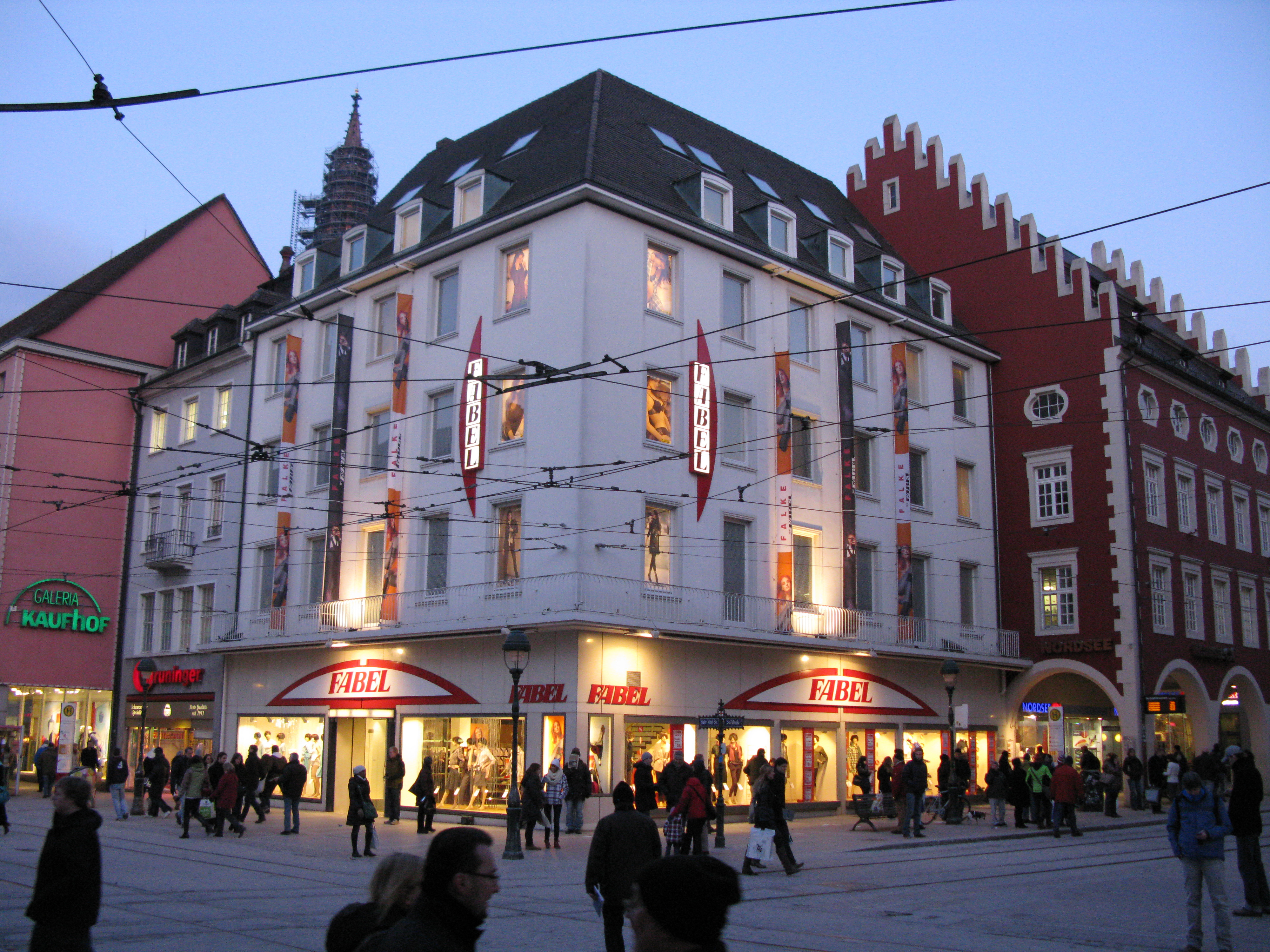
Früheres Modegeschäft Fabel

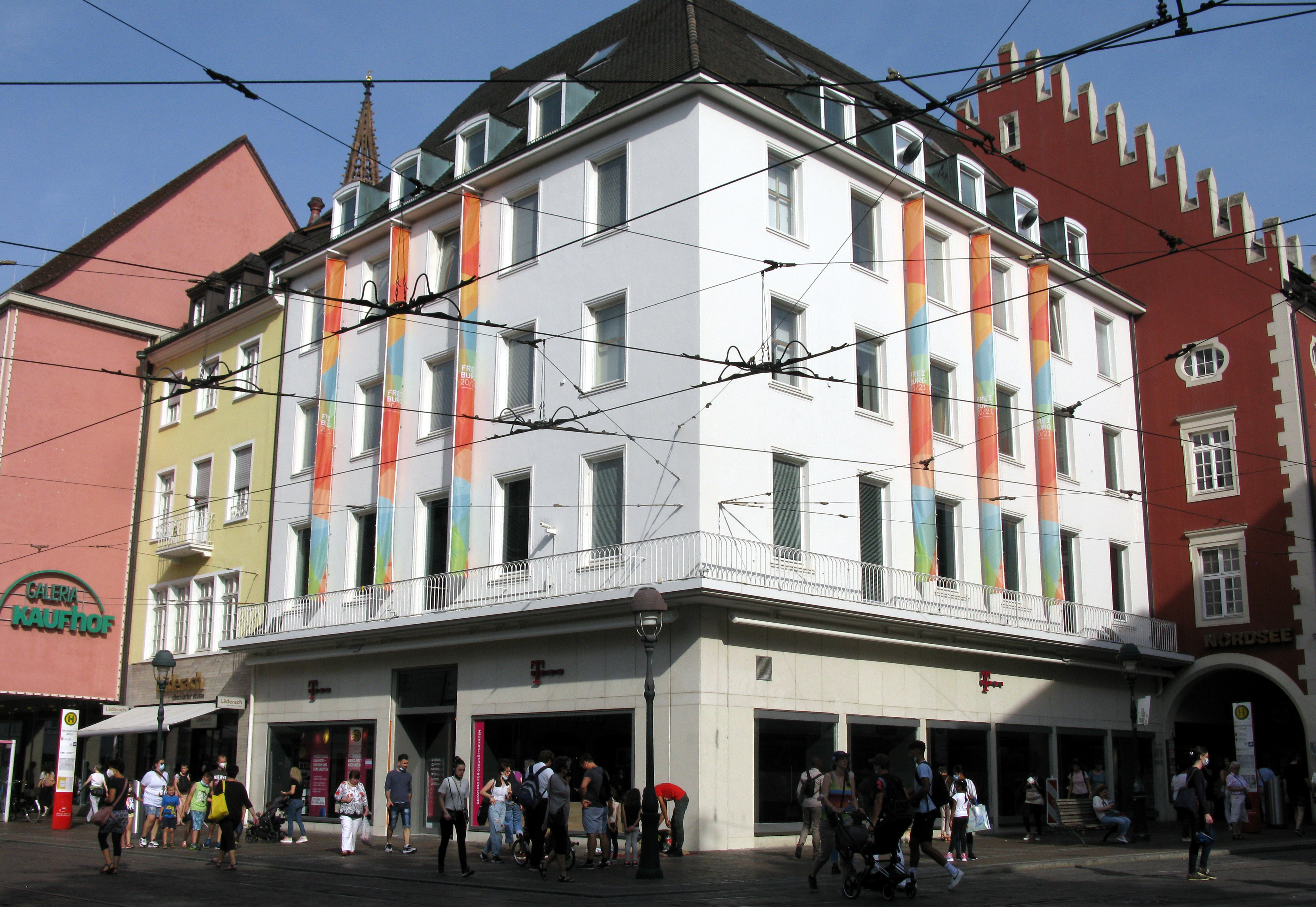
Seit 2021 Geschäft der Deutschen Telekom

## Wirtschaft und Infrastruktur

### Handel
Sowohl für die Einwohner Freiburgs und der Umgebung wie auch Touristen ist die Altstadt mit ihrem Münstermarkt und den Geschäften und Kaufhäusern unter anderem auf der Kaiser-Joseph-Straße ein wichtiges Ziel. Auch hier, wie in anderen Städten, versuchen die Stadt und die Aktionsgemeinschaft der Händler Z’Friburg in der Stadt die Attraktivität zu erhalten. Seit 1979 gibt es immer Anfang September mit Kunst in der oberen Altstadt einen Markt in den Gassen zwischen Historischem Kaufhaus, Augustinerplatz und Schwabentor.
In den 2010er Jahren begann das Sterben der inhabergeführten Einzelhandelsgeschäfte in der Altstadt. Zum Beispiel schloss zum Jahresende 2020 Mode Fabel am Bertoldsbrunnen nach 70 Jahren, da die neue Miete für die fünf Etagen nach einem Hausbesitzerwechsel nicht mehr zu erwirtschaften war. Ende Juni 2022 schloss das 1948 gegründete Modehaus Kaiser mit 215 Beschäftigten seine drei Geschäfte, als Folge des wachsenden Onlinehandels sowie der COVID-19-Pandemie. Seit März 2021 hat deshalb die Stadt einen Innenstadtkoordinator berufen, der Akteure von Gastronomie, Kultur und Einzelhandel besser vernetzen und im neuen Haushalt auch ein eigenes Budget bekommen soll.

### Kultur und Bildung
Die Altstadt ist das Zentrum des Freiburger Kulturlebens; so befinden sich hier das Stadttheater, das Konzerthaus, die meisten Museen und Kinos, die Hauptstelle der Stadtbibliothek sowie am Hauptbahnhof das Planetarium.
Auch alternative Kultur findet sich in der Altstadt, hauptsächlich im Sedanquartier / Im Grün. Zwei Zentren sind die Specht-Passage, mit dem Buchladen Jos Fritz und dem gleichnamigen Café sowie dem Theater Harrys Depot, außerdem die Grether Fabrik, eine frühere Gießerei, wo sich unter anderem die Studios des Radio Dreyeckland befinden, die Rosa Hilfe Freiburg und das Strandcafé.
In der Altstadt liegt auch das Zentrum der Albert-Ludwigs-Universität mit den geistes- und sozialwissenschaftlichen Fakultäten sowie der Universitätsbibliothek. Neben der Volkshochschule hat auch die Stadtbibliothek ihren Sitz in der Altstadt.

### Verkehr
Der Bezirk Altstadt-Mitte ist seit Mitte der 1970er Jahre weitgehend Fußgängerzone. Jedoch verkehrt auf den beiden Hauptachsen der Altstadt, der Kaiser-Joseph-Straße bzw. der Bertoldstraße und der Salzstraße heute die Straßenbahn. Die Schnittpunkte der Linien am Bertoldsbrunnen und Stadttheater in der Stadtmitte, sind neben dem Hauptbahnhof am Rande der Altstadt an der Grenze zum Stadtteil Stühlinger die wichtigsten Knotenpunkte des öffentlichen Personennahverkehrs in Freiburg.
Mit Sperrung der Ringstraße zwischen den beiden Bezirken im Jahre 2012 wurde die Fußgängerzone teilweise auf den Bezirk Altstadt-Ring ausgedehnt sowie 2015 bis 2018 eine Stadtbahnstrecke von der Kronenbrücke zum Europaplatz gebaut. In der Zeit wurden der Fahnenbergplatz, der Platz der Alten Synagoge und der Platz der Universität neu gestaltet. Die Grenzen der bebauten Altstadt bilden mehrspurige Straßen als Hauptverkehrsadern des Individualverkehrs. Die Parkmöglichkeiten sind auf mehrere Parkhäuser an den Hauptverkehrsachsen konzentriert, während in den übrigen Straßen Anwohner- und Behindertenparkplätze überwiegen.

## Grünflächen
An Parks weist die Altstadt neben dem Schlossberg, auf den früheren Bastionen den Colombipark mit dem Colombischlössle sowie an der Rempartstraße einen kleinen Park mit der Hauptmensa auf. Ein weiterer Park findet sich zwischen Schwabentor und Dreisam, auch auf einer früheren Bastion am Pulverturm.